# Pierwszy rząd Marka Belki
Pierwszy rząd Marka Belki – Rada Ministrów pod kierownictwem premiera Marka Belki, powołana przez prezydenta Aleksandra Kwaśniewskiego 2 maja 2004 po zapowiedzianej dymisji rządu Leszka Millera. Był to rząd mniejszościowy koalicji SLD-UP.
Marek Belka wygłosił exposé programowe 14 maja 2004, po czym nie uzyskał w Sejmie wotum zaufania. Za głosowało 188 posłów, a przeciw 262. Rząd poparły kluby Sojuszu Lewicy Demokratycznej i Unii Pracy, koło Polskiego Bloku Ludowego, a także m.in. większość posłów niezrzeszonych. Przeciw głosowały kluby Platformy Obywatelskiej, Prawa i Sprawiedliwości, Polskiego Stronnictwa Ludowego, Socjaldemokracji Polskiej, Samoobrony Rzeczpospolitej Polskiej i Ligi Polskich Rodzin, Federacyjny Klub Parlamentarny, koło Stronnictwo Konserwatywno-Ludowe, a także koła Ruchu Katolicko-Narodowego, Domu Ojczystego, Porozumienia Polskiego i Ruchu Odbudowy Polski. Prezydent przyjął dymisję Rady Ministrów i powierzył jej sprawowanie obowiązków do czasu powołania nowego gabinetu.

## Wotum zaufania 14 maja 2004
| Klub/koło                                                | Klub/koło                        | Głosowanie | Głosowanie     | Głosowanie | Nieobecni |
| Klub/koło                                                | Klub/koło                        | Za         | Wstrzymali się | Przeciw    | Nieobecni |
| -------------------------------------------------------- | -------------------------------- | ---------- | -------------- | ---------- | --------- |
|                                                          | Sojusz Lewicy Demokratycznej     | 156        | 0              | 0          | 1         |
|                                                          | Platforma Obywatelska            | 0          | 0              | 54         | 1         |
|                                                          | Prawo i Sprawiedliwość           | 0          | 0              | 42         | 1         |
|                                                          | Polskie Stronnictwo Ludowe       | 0          | 0              | 37         |           |
|                                                          | Socjaldemokracja Polska          | 0          | 0              | 33         | 0         |
|                                                          | Samoobrona RP                    | 0          | 0              | 31         | 0         |
|                                                          | Liga Polskich Rodzin             | 1          | 0              | 26         | 0         |
|                                                          | Federacyjny Klub Parlamentarny   | 1          | 0              | 16         | 0         |
|                                                          | Posłowie niezrzeszeni            | 10         | 0              | 3          | 4         |
|                                                          | Unia Pracy                       | 15         | 0              | 0          | 0         |
|                                                          | Stronnictwo Konserwatywno-Ludowe | 0          | 0              | 5          | 3         |
|                                                          | Polski Blok Ludowy               | 5          | 0              | 0          | 0         |
|                                                          | Ruch Katolicko-Narodowy          | 0          | 0              | 5          | 0         |
|                                                          | Dom Ojczysty                     | 0          | 0              | 4          | 0         |
|                                                          | Porozumienie Polskie             | 0          | 0              | 3          | 0         |
|                                                          | Ruch Odbudowy Polski             | 0          | 0              | 3          | 0         |
| ŁĄCZNIE                                                  | ŁĄCZNIE                          | 188        | 0              | 262        | 10        |
| Większość bezwzględna: 226, wotum zaufania nie udzielono |                                  |            |                |            |           |

## Pierwsza Rada Ministrów Marka Belki (2004)
| Funkcja                                         | Imię i nazwisko         | Imię i nazwisko               | Czas pełnienia funkcji | Czas pełnienia funkcji |
| Funkcja                                         | Imię i nazwisko         | Imię i nazwisko               | Od                     | Do                     |
| ----------------------------------------------- | ----------------------- | ----------------------------- | ---------------------- | ---------------------- |
| Prezes Rady Ministrów                           |                         | Marek Belka (SLD)             | 2 maja 2004(dts)       | 11 czerwca 2004(dts)   |
| Przewodniczący Komitetu Integracji Europejskiej | 2 maja 2004(dts)        | Marek Belka (SLD)             | 11 czerwca 2004(dts)   |                        |
| Wiceprezes Rady Ministrów                       | Jerzy Hausner (SLD)     | 2 maja 2004(dts)              | 11 czerwca 2004(dts)   |                        |
| Minister gospodarki i pracy                     | Jerzy Hausner (SLD)     | 2 maja 2004(dts)              | 11 czerwca 2004(dts)   |                        |
| Wiceprezes Rady Ministrów                       |                         | Izabela Jaruga-Nowacka (UP)   | 2 maja 2004(dts)       | 11 czerwca 2004(dts)   |
| Minister-członek Rady Ministrów                 | 2 maja 2004(dts)        | Izabela Jaruga-Nowacka (UP)   | 11 czerwca 2004(dts)   |                        |
| Minister spraw zagranicznych                    |                         | Włodzimierz Cimoszewicz (SLD) | 2 maja 2004(dts)       | 11 czerwca 2004(dts)   |
| Minister-członek Rady Ministrów                 | Sławomir Cytrycki (SLD) | 2 maja 2004(dts)              | 11 czerwca 2004(dts)   |                        |
| Minister kultury                                |                         | Waldemar Dąbrowski            | 2 maja 2004(dts)       | 11 czerwca 2004(dts)   |
| Minister spraw wewnętrznych i administracji     |                         | Ryszard Kalisz (SLD)          | 2 maja 2004(dts)       | 11 czerwca 2004(dts)   |
| Minister nauki i informatyzacji                 |                         | Michał Kleiber                | 2 maja 2004(dts)       | 11 czerwca 2004(dts)   |
| Minister rolnictwa i rozwoju wsi                |                         | Wojciech Olejniczak (SLD)     | 2 maja 2004(dts)       | 11 czerwca 2004(dts)   |
| Minister infrastruktury                         |                         | Krzysztof Opawski             | 2 maja 2004(dts)       | 11 czerwca 2004(dts)   |
| Minister polityki społecznej                    |                         | Krzysztof Pater (SLD)         | 2 maja 2004(dts)       | 11 czerwca 2004(dts)   |
| Minister finansów                               |                         | Andrzej Raczko                | 2 maja 2004(dts)       | 11 czerwca 2004(dts)   |
| Minister zdrowia                                | Wojciech Rudnicki       | 2 maja 2004(dts)              | 11 czerwca 2004(dts)   |                        |
| Minister sprawiedliwości                        | Marek Sadowski          | 2 maja 2004(dts)              | 11 czerwca 2004(dts)   |                        |
| Minister edukacji narodowej i sportu            | Mirosław Sawicki        | 2 maja 2004(dts)              | 11 czerwca 2004(dts)   |                        |
| Minister skarbu państwa                         | Jacek Socha             | 2 maja 2004(dts)              | 11 czerwca 2004(dts)   |                        |
| Minister środowiska                             | Jerzy Swatoń            | 2 maja 2004(dts)              | 11 czerwca 2004(dts)   |                        |
| Minister obrony narodowej                       |                         | Jerzy Szmajdziński (SLD)      | 2 maja 2004(dts)       | 11 czerwca 2004(dts)   |

## W dniu zaprzysiężenia 2 maja 2004
- Marek Belka (SLD) – prezes Rady Ministrów, przewodniczący Komitetu Integracji Europejskiej
- Jerzy Hausner (SLD) – wiceprezes Rady Ministrów, minister gospodarki i pracy
- Izabela Jaruga-Nowacka (UP) – wiceprezes Rady Ministrów, minister-członek Rady Ministrów
- Włodzimierz Cimoszewicz (SLD) – minister spraw zagranicznych
- Sławomir Cytrycki (SLD) – minister-członek Rady Ministrów
- Waldemar Dąbrowski (bezpartyjny) – minister kultury
- Ryszard Kalisz (SLD) – minister spraw wewnętrznych i administracji
- Michał Kleiber (bezpartyjny) – minister nauki i informatyzacji
- Wojciech Olejniczak (SLD) – minister rolnictwa i rozwoju wsi
- Krzysztof Opawski (bezpartyjny) – minister infrastruktury
- Krzysztof Pater (bezpartyjny) – minister polityki społecznej
- Andrzej Raczko (bezpartyjny) – minister finansów
- Wojciech Rudnicki (PSL) – minister zdrowia
- Marek Sadowski (bezpartyjny) – minister sprawiedliwości
- Mirosław Sawicki (bezpartyjny) – minister edukacji narodowej i sportu
- Jacek Socha (bezpartyjny) – minister skarbu państwa
- Jerzy Swatoń (bezpartyjny) – minister środowiska
- Jerzy Szmajdziński (SLD) – minister obrony narodowej